# アンジー・ハーモン
アンジー・ハーモン（Angie Harmon, 1972年8月10日 - ）は、アメリカ合衆国テキサス州ダラス出身の女優である。

## 人物
アンジェラ・“アンジー”・ミシェル・ハーモン(Angela "Angie" Michelle Harmon)は1972年8月10日に、アメリカ合衆国テキサス州ダラスの病院で、ダフネ・デマール(Daphne Demar)とローレンス・ポール"ラリー"ハーモンの娘として生まれる。彼女の父親は、ドイツ系とアイルランド系の祖先を持ち、母親はギリシャ系である。
彼女は子どもの頃からモデル活動をしており、1987年には、雑誌『Seventeen』のカバーモデルコンテストで優勝した。
1990年までハイランドパーク高校に通っており、ハイランドベルズのメンバーだった。
後にSpectrum Model Search contest にて優勝し、1990年代初頭に有名になった。
カルバン・クライン、ジョルジオ・アルマーニ、ダナ・キャランなどのランウェイモデルを務めた。また、ELLE、COSMOPOLITAN、エスクァイアなどの表紙も飾った。

## 私生活
2000年3月13日：深夜トークショー「ザ・トゥナイトショー・ウィズ・ジェイ・レノ」で、元NFL・ニューヨーク・ジャイアンツ選手のジェイソン・セホーンからプロポーズを受け、2001年6月9日に結婚。
2003年10月14日：第一子となる女児を出産する。フィンリー・“フィン”フェイス・セホーン (Finley "Finn" Faith Sehorn) と命名。
2005年6月22日：第二子となる女児を出産する。エイヴリー・グレイス・セホーン (Avery Grace Sehorn) と命名。
2008年12月18日：第三子となる女児を出産する。エメリー・ホープ・セホーン (Emery Hope Sehorn) と命名。
2014年11月：ハーモンは夫との別居を発表。2016年に離婚が成立した。
2019年12月25日：以前から交際していた俳優のグレッグ・ヴォーンと婚約。

## 出演作品

### 映画
- キャメロット・ガーデンの少女 (パム役)
- デンジャラスウーマン (アビー・カーマイケル役)
- チャーリー・シーンのミスター・グッド・アドバイス（英語版）[3]
- エージェント・コーディ[4](ロニカ・マイルズ役)
- 陰謀のターゲット（英語版）[5]（アンナ役）
- ディック&ジェーン 復讐は最高! (ヴェロニカ・クリーマン役)[6]
- エンドゲーム 大統領最期の日（英語版） (ケイト・クロフォード役)
- セラフィム・フォールズ（ローズ役）[7]
- グラスハウス2（英語版）(イヴ役)[8]

### テレビ
- 反逆のヒーロー レネゲイド S4 EP8 (デビー・プレンティス役)[9]
- ベイウォッチ・ナイツ（英語版）(ライアン・マクブライド役)
- ベイウォッチ S6 EP17(ライアン・マクブライド役)
- C-16:FBI（英語版）(特別捜査官 アマンダ・リアドン役)
- ロー&オーダー S9-11 (アビー・カーマイケル役)[10]
- LAW & ORDER:性犯罪特捜班 ゲスト出演 (アビー・カーマイケル役)
- Video Voyeur:The Susan Wilson Story（英語版） (スーザン・ウィルソン役)
- Inconceivable（英語版） (Dr.ノーラ・キャンベル役)
- 原題:Secrets of a Small Town (ベサニー・スティール役)
- Woman's Murder Club（英語版）(リンジー・ボクサー役)[11]
- 希望のちから（英語版）[12]
- サマンサ Who? S2 EP19 ゲスト出演 (ジジ役)
- CHUCK/チャック S3 EP4 ゲスト出演
- リゾーリ&アイルズ ヒロインたちの捜査線 全7シーズン(ジェーン・リゾーリ役)
- Buried in Barstow（Hazel King役）

### アニメ

#### 映画
- バットマン・ザ・フューチャー 甦ったジョーカー  原題:Batman Beyond:Return of the Joker (バーバラ・ゴードン役:声)

#### テレビ
- バットマン・ザ・フューチャー(バーバラ・ゴードン役:声)

#### Web
- ヴォルトロン（Netflix）

### バラエティ番組
- Beat Bobby Flay（英語版） S32 EP10ゲスト